# Ville-le-Marclet
Ville-le-Marclet (picardisch: Ville-l’Marclet) ist eine nordfranzösische Gemeinde mit 464 Einwohnern (Stand 1. Januar 2022) im Département Somme in der Region Hauts-de-France. Die Gemeinde liegt im Arrondissement Amiens und gehört zum Kanton Flixecourt.

## Geographie
Ville-le-Marclet liegt an der Nièvre nordöstlich von Flixecourt. Der Ortsteil Le Marclet schließt unmittelbar an Saint-Ouen an, dessen Ausläufer weit in das Gemeindegebiet von Ville-le-Marclet hineinragen. Durch das Gemeindegebiet verläuft die Autoroute A16 mit einer Anschlussstelle. Zur Gemeinde gehören weiter die Gehöfte La Réderie (postalisch zu Domart-en-Ponthieu) und Bois-Riquier sowie La Cavée. Das Industriegebiet geht auf die Gemeinde Flixecourt über.

## Geschichte
Die Gemeinde trug bis 1899 den Namen Ville-Saint-Ouen. Im 19. Jahrhundert setzte die Entwicklung der Textilindustrie durch die Gesellschaft Saint-Frères ein, die auch für einen Gleisanschluss sorgte. Die Landwirtschaft blieb aber ein wichtiger Erwerbszweig. In dem nach Zerstörung im Jahr 1912 neu erbauten Schloss auf den Höhen über der Gemeinde nisteten sich im Zweiten Weltkrieg Gestapo und SS ein.

## Wirtschaft
Heute bestehen in Ville-le-Maclet eine Verpackungsfabrik (aus Saint-Frères hervorgegangen), eine Fleischwarenfabrik, ein Unternehmen für Alarmsysteme und mehrere Landschaftsgärtnereien.

## Einwohner
| 1962 | 1968 | 1975 | 1982 | 1990 | 1999 | 2009 | 2018 |
| ---- | ---- | ---- | ---- | ---- | ---- | ---- | ---- |
| 472  | 485  | 556  | 512  | 508  | 511  | 492  | 471  |

## Sehenswürdigkeiten
- Kirche Saint-Nicolas aus der Zeit um 1830 an der Stelle einer älteren
- 1868 errichtete Kapelle Saint-Lambert